# هركليز كيفيلوس
هركليز كيفيلوس (بالإنجليزية: Hercules Kyvelos)‏ مواليد 25 فبراير 1975 في مونتريال، هو ملاكم كندي يصنف ضمن فئة الوزن المتوسط. شارك في دورة الألعاب الأولمبية الصيفية سنة 1996. حقق الميدالية البرونزية في دورة الألعاب الأمريكية 1995.

## إحصائيات
خاض خلال مسيرته 27 نزالا، فاز في 24 ولم يتعادل وخسر في 3. فاز بالضربة القاضية في 12 نزالا.

## الميداليات
| الميدالية | المسابقة                    |
| --------- | --------------------------- |
| برونزية   | دورة الألعاب الأمريكية 1995 |

## روابط خارجية
- هركليز كيفيلوس على موقع بوكس ريك (الإنجليزية) (registration required)
- هركليز كيفيلوس على موقع أوليمبيديا (الإنجليزية)